# Communauté d'universités et établissements Lille-Nord-de-France
La Communauté d'universités et établissements Lille-Nord-de-France (in precedenza Université Lille Nord de France) è un gruppo francese di università e istituzioni (COMUE) distribuito su più campus e con sede a Lilla (Dipartimento del Nord, regione dell'Alta Francia). Comprende un College europeo di dottorato e università federali, scuole di ingegneria e centri di ricerca. Con oltre centomila studenti, è una delle più grandi federazioni universitarie in Francia. L'Università di Lilla, con circa 70 000 studenti, è il componente principale.

## I campus
- Campus Lilla I: ex Università di Lilla I • École centrale de Lille
- Campus Lilla II: facoltà di diritto e di medicina
- Campus Lilla III: facoltà di lettere e scienze umane
- Campus Artois: École des Mines de Douai
- Campus Littoral:
- Campus Valenciennes: